# Megapenthes (Sohn des Proitos)
Megapenthes (altgriechisch Μεγαπένθης Megapénthēs) ist in der griechischen Mythologie König von Argos.
Er ist Sohn des Proitos und der Stheneboia und Cousin des Perseus und damit Großneffe des Akrisios. Er ist der Vater des Argeus und der Iphianeira. Manche Quellen nennen auch Anaxagoras als einen seiner Söhne.
Nach seinem Vater übernimmt er die Regierung von Tiryns. Als Perseus versehentlich Akrisios tötet tauschen Perseus und Megapenthes ihre Reiche und so wird er König von Argos. Später soll er Perseus getötet haben.